# Rząd Wysp Owczych
Rząd Wysp Owczych (far. Landsstýrið) – jeden z organów władzy wykonawczej Wysp Owczych; kolegialny centralny organ władzy państwowej. Na czele rządu stoi premier.
Obecny rząd Bárðura Nielsena został zaprzysiężony 16 września 2019 roku.

## Lista rządów od 1948
| Kadencja  | Rząd                               |
| --------- | ---------------------------------- |
| 1948–1950 | Rząd Andrassa Samuelsena           |
| 1950–1954 | Pierwszy rząd Kristiana Djurhuusa  |
| 1954–1959 | Drugi rząd Kristiana Djurhuusa     |
| 1959–1963 | Pierwszy rząd Petera Mohra Dama    |
| 1963–1967 | Rząd Hákuna Djurhuusa              |
| 1967–1968 | Drugi rząd Petera Mohra Dama       |
| 1968–1970 | Trzeci rząd Kristiana Djurhuusa    |
| 1970–1975 | Pierwszy rząd Atliego Dama         |
| 1975–1979 | Drugi rząd Atlia Dama              |
| 1979–1981 | Trzeci rząd Atliego Dama           |
| 1981–1985 | Rząd Pauliego Ellefsena            |
| 1985–1988 | Czwarty rząd Atliego Dama          |
| 1988–1989 | Piąty rząd Atliego Dama            |
| 1989      | Pierwszy rząd Jógvana Sundsteina   |
| 1989–1991 | Drugi rząd Jógvana Sundsteina      |
| 1991–1993 | Szósty rząd Atliego Dama           |
| 1993–1994 | Rząd Marity Petersen               |
| 1994–1996 | Pierwszy rząd Edmunda Joensena     |
| 1996–1998 | Drugi rząd Edmunda Joensena        |
| 1998–2002 | Pierwszy rząd Anfinna Kallsberga   |
| 2002–2004 | Drugi rząd Anfinna Kallsberga      |
| 2004–2008 | Pierwszy rząd Jóannesa Eidesgaarda |
| 2008      | Drugi rząd Jóannesa Eidesgaarda    |
| 2008–2011 | Pierwszy rząd Kaja Leo Johannesena |
| 2011–2015 | Drugi rząd Kaja Leo Johannesena    |
| 2015–2019 | Rząd Aksela V. Johannesena         |
| 2019–     | Rząd Bárðura Nielsena              |

## Obecny skład rządu
| Zdjęcie | Funkcja                                 | Imię i nazwisko    | Partia polityczna         |
| ------- | --------------------------------------- | ------------------ | ------------------------- |
|         | Premier                                 | Bárður Nielsen     | Farerska Partia Unii      |
|         | Wicepremier, minister finansów          | Jørgen Niclasen    | Farerska Partia Ludowa    |
|         | Minister zdrowia                        | Kaj Leo Johannesen | Farerska Partia Unii      |
|         | Minister rybołówstwa                    | Árni Skaale        | Farerska Partia Ludowa    |
|         | Minister spraw zagranicznych i edukacji | Jenis av Rana      | Farerska Partia Centralna |
|         | Minister środowiska, handlu i przemysłu | Magnus Rasmussen   | Farerska Partia Unii      |
|         | Minister spraw społecznych              | Sólvit E. Nolsø    | Farerska Partia Ludowa    |